# Seriennummer

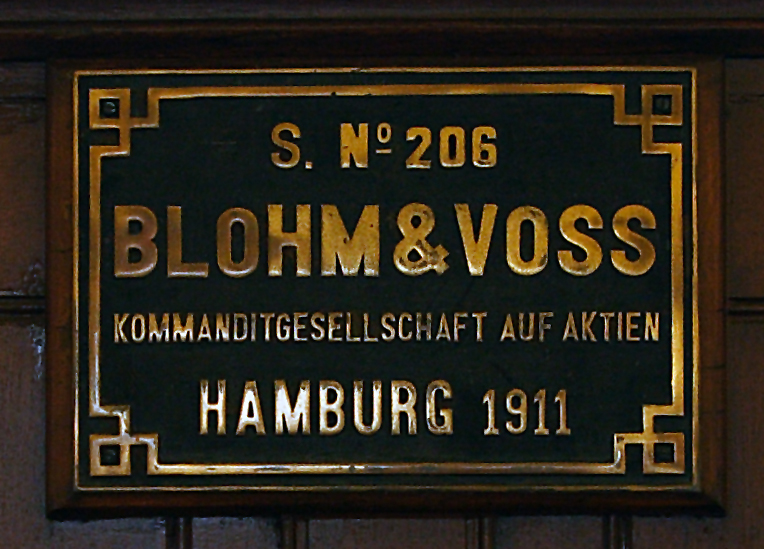
Das Werkschild des Segelschiffs Passat zeigt die Seriennummer 206 (abgekürzt S.No).

Eine Seriennummer (kurz S/N oder SN), international auch MSN (englisch „Manufacturer Serial Number“) identifiziert ein Exemplar eines Produkts eindeutig. Sie wird durch den Hersteller generiert und angebracht oder einprogrammiert. Seriennummern erlauben die Rückverfolgung auf die Produktionsbedingungen und die verwendeten Bauteile und sind häufig alphanumerisch mit einem größeren Nummernteil.
In der Norm ISO 8000-2 ist der Begriff definiert als „Nummer, die zur Identifizierung eines einzelnen Vorkommens eines Erzeugnisses verwendet wird“.

## Klassische Anwendungsbereiche
Mit Seriennummern werden Produkte gekennzeichnet, um sie eindeutig zu identifizieren und dem Kunden besondere Serviceleistungen oder Produktrückrufe zu ermöglichen. Zum Beispiel ist es häufig nur unter Angabe der Seriennummer möglich, für technische Geräte eindeutig zuordenbare Ersatzteile zu beschaffen. Weiterhin erleichtern Seriennummern die Erkennung von Diebesgut oder Fälschungen.

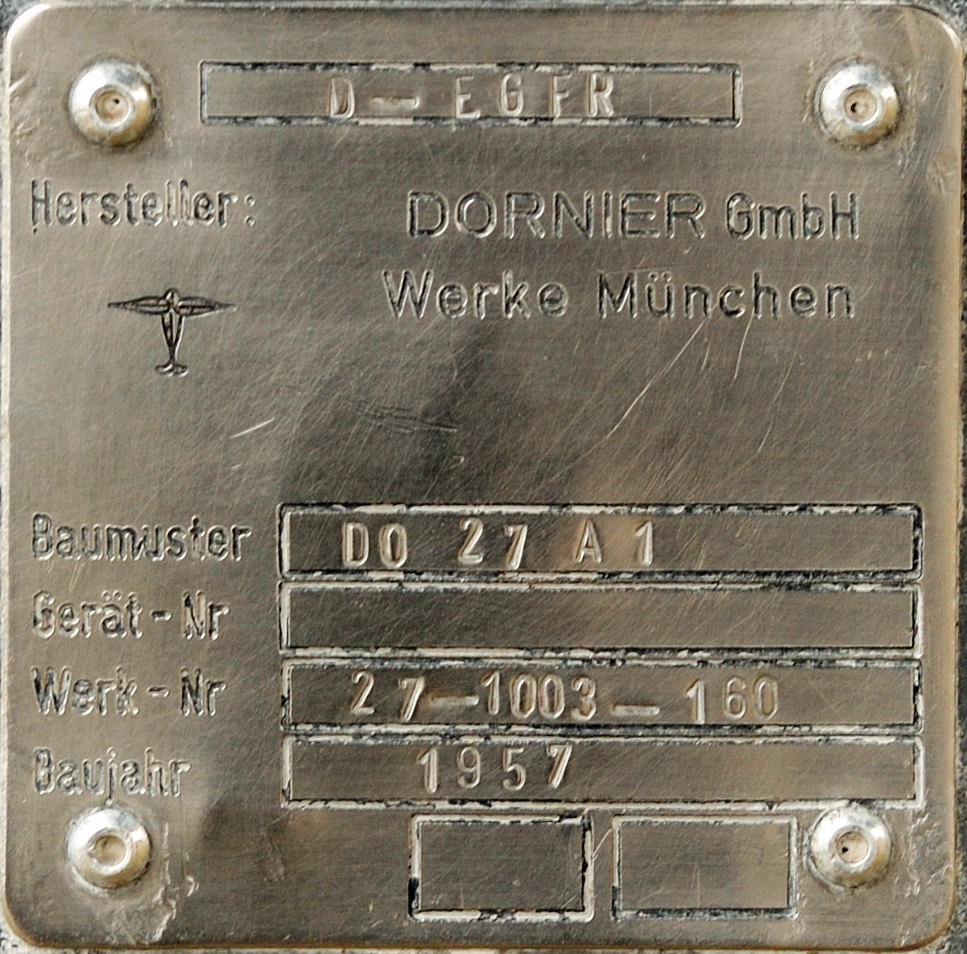
Typenschild einer Dornier Do 27 mit Werk-Nr 27—1003—160

Im Normalfall wird die Seriennummer direkt oder in unmittelbarer Umgebung des Produkts angebracht, um möglichst rasch mit dem Produkt in Verbindung gebracht zu werden. Bei fast allen technischen Produkten gibt es ein nach gesetzlichen Vorschriften, unter anderem mit Seriennummer ausgestaltetes Typenschild.

### Fahrzeuge und Maschinen
Im Automobilbereich werden Fahrgestellnummern verwendet. Bei Fahrrädern war die Rahmennummer früher auf der Unterseite des Tretlagers eingeschlagen. Bei großen Maschinen und Fahrzeugen, einschließlich Schienenfahrzeugen und Flugzeugen (Foto) ist die Fabrik- oder Werksnummer oft Teil eines repräsentativ gestalteten Fabrikschild (englisch Builder's plate).

### Technische Geräte
Bei technischen Geräten werden Seriennummern zu Garantiezwecken und für die Qualitätskontrolle, aber mitunter auch zur Identifikation gestohlener Geräte verwendet.

### Kunst
Kunstdrucke von Kunstwerken, von denen der Künstler eine begrenzte Zahl hergestellt hat, werden üblicherweise in der Form 17/100 gekennzeichnet. Das bedeutet, dass es sich um das 17. von 100 hergestellten Objekten handelt. Der Handelswert der Objekte nimmt mit der laufenden Nummer ab.

### Software

Screenshot eines Key generators

Bei Softwarelizenzen wurden Seriennummern (Lizenzschlüssel) eingesetzt, um Schwarzkopien zu verringern. Nur nach Eingabe einer erforderlichen Seriennummer kann das Programm mit vollem Funktionsumfang benutzt werden. Dieser Schutz wurde von einigen Benutzern mit Schlüsselgeneratoren illegal umgangen. Hersteller führten ab den 2000er Jahren eine zusätzliche Produktaktivierung über das Internet ein, bei der zunächst die Seriennummer gegen eine Verkaufsliste abgeglichen wurde. Betriebssysteme verknüpften die Seriennummer der Software mit Identifikatoren der Hardware, auf der sie ausgeführt wird. So fiel die parallele Nutzung von Seriennummern auf. Inzwischen kann für das Windows-Betriebssystem der Lizenzschlüssel auf der Hardware vorinstalliert werden.  Die Produktaktivierung über das allgegenwärtige Internet, sowie die Einrichtung von Kundenkonten bei Herstellern, verdrängten die Nutzung von Seriennummern weitgehend.
Serials (Mehrzahl der Kurzform von englisch serial number - Seriennummer), häufig in der Warez-typischen Schreibweise serialz, bezeichnen in der Schwarzkopiererszene illegal verbreitete oder erzeugte Seriennummern.

### Luxuswaren
Luxuswaren, wie handgefertigte Uhren, werden mit Nummern gekennzeichnet, um sie nach einem Diebstahl eindeutig identifizieren zu können.

### Banknoten

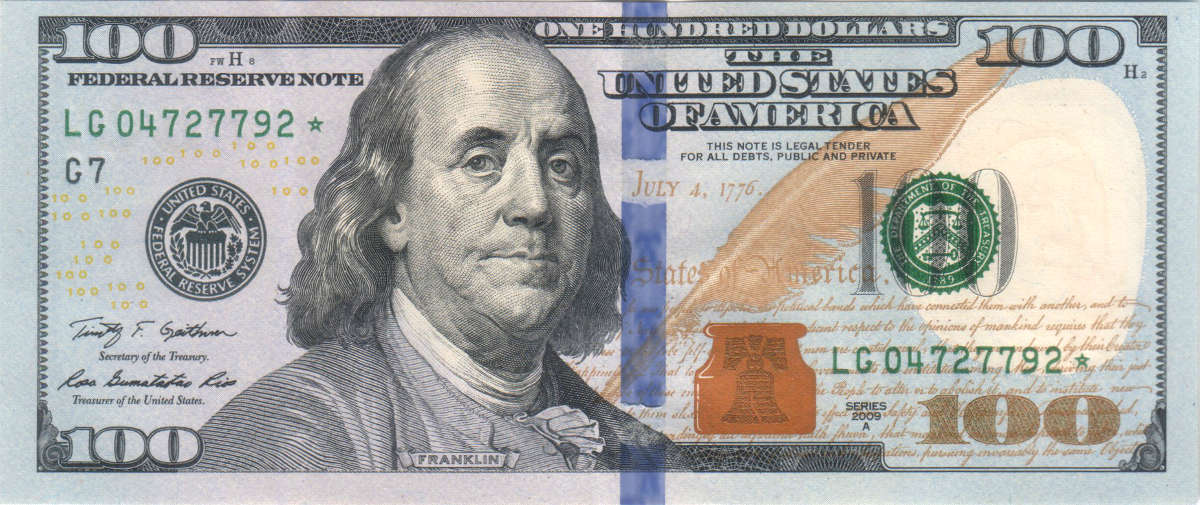
Vorderseite einer $100-Banknote mit doppelt aufgedruckter Seriennummer

Die Seriennummern von Banknoten dienen zur Erfassung und Kontrolle der produzierten Menge, unter bestimmten Umständen auch der Rückverfolgung eines Fertigungsloses oder einer Einzahlung (z. B. von Lösegeld). Sie besteht aus Buchstaben und Ziffern und ggf. einer oder mehrerer Prüfziffern zur Erkennung von Lesefehlern. Die Seriennummer ist kein Sicherheitsmerkmal für die Prüfung der Echtheit, da gültige Seriennummern von ausgegebenen Banknoten einfach zu kopieren sind und eine mehrfache Verwendung bei Falschgeld nur mit sehr großem Aufwand ermittelbar ist.
Die Seriennummern von Eurobanknoten weisen drei Bestandteile auf: Identifikationsbuchstabe des Herkunftslandes (bei der Serie ES1) bzw. der Banknotendruckerei (bei der Serie ES2), 10-stellige Nummer, die je nach ausgebendem Staat unterschiedlich aufgebaut ist, und eine Prüfziffer, deren Berechnungsverfahren bekannt ist (siehe Seriennummer der Euronoten). Der Aufdruck der Seriennummer auf beiden Hälften dient dazu, dass eine Banknote, die aus Teilen mit unterschiedlicher Seriennummer zusammengeklebt wurde, durch die Zentralbank nicht mehr als echte Banknote akzeptiert und umgetauscht wird. Bei der Serie ES2 sind nur die letzten sechs Ziffern der Seriennummer nochmals vertikal links der Mitte aufgedruckt. Geklebte Banknoten mit unterschiedlichen Seriennummern werden als „Systemnoten“ und daher als Falschgeld eingestuft.
Banknoten sind ein Massenprodukt und umfassen die größte Menge aller individuell identifizierbarer Produkte. In der Volksrepublik China werden jährlich mehr als 20 Mrd. Stück der 100-Yuan-Banknote gedruckt und durch individuelle Seriennummern unterschieden. Die Kombination von zwei Buchstaben und acht Ziffern erlaubt 62 Mrd. verschiedene Seriennummern, deren Anzahl durch Ersetzen von Ziffern durch Buchstaben bis in den Bereich von mehr als einer Billiarde (1015) erweitert werden kann.

### Ausweise

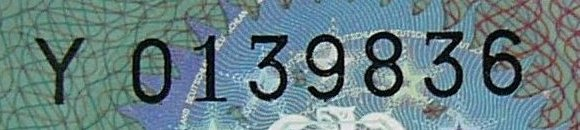
Eine Seriennummer auf einem amtlichen Ausweis

In einigen Staaten werden Ausweise mit einer Seriennummer ausgegeben; sie können allerdings mehrere Nummern enthalten: Formularnummer und Individualnummer. Deutsche Führerscheine enthalten zum Beispiel beide: Eine Listennummer mit Bezug zum Inhaber und eine Formularnummer mit Bezug auf das Formular.

### Waffen

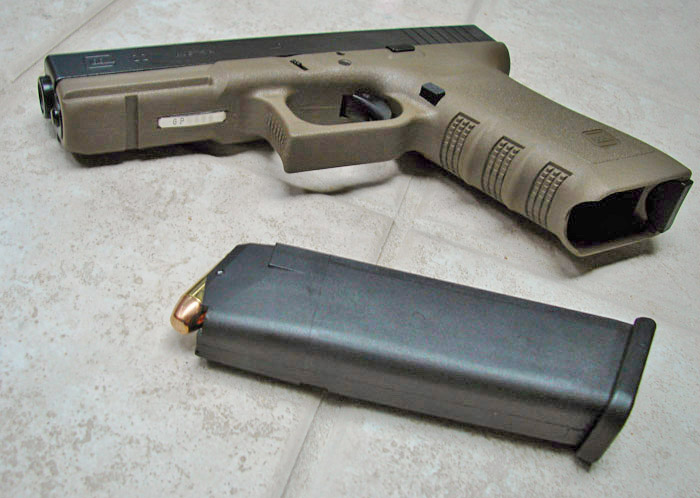
GLOCK 22 mit eingelassener Seriennummer

Bei sämtlichen legal hergestellten Schusswaffen ist eine eingeschlagene, eingravierte oder gelaserte Seriennummer zur Identifikation auf mindestens einem der wesentlichen Waffenteile wie Rahmen, Lauf, Verschluss, Trommel angebracht. Bei Kurzwaffen mit Polymergriffstück sind auch Nummern oder Strichcodes auf eingegossenen Metallplättchen (ID-Tags) üblich.
Die Seriennummer wird in Deutschland z. B. im Nationalen Waffenregister im Waffenhandelsbuch, in der Waffenbesitzkarte oder im Waffenschein vermerkt.

## Neue Anwendungsbereiche
Neuere technische Entwicklung ermöglicht es, Seriennummern unsichtbar in einem RFID-Tag zu speichern.

## Losnummer/Chargennummer

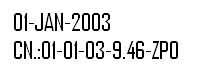
Möglicher Aufdruck auf Produkt mit Angabe von Datum, Zeit (9.46) und Produktgruppe (ZPO)

Bei etlichen Produkten, die in einem Chargenprozess oder einer Losfertigung produziert werden, hat meist nicht jedes einzelne Exemplar eine eigene Seriennummer, sondern das gesamte Los bzw. die Charge eine gemeinsame Los- bzw. Chargennummer.